# Leizu

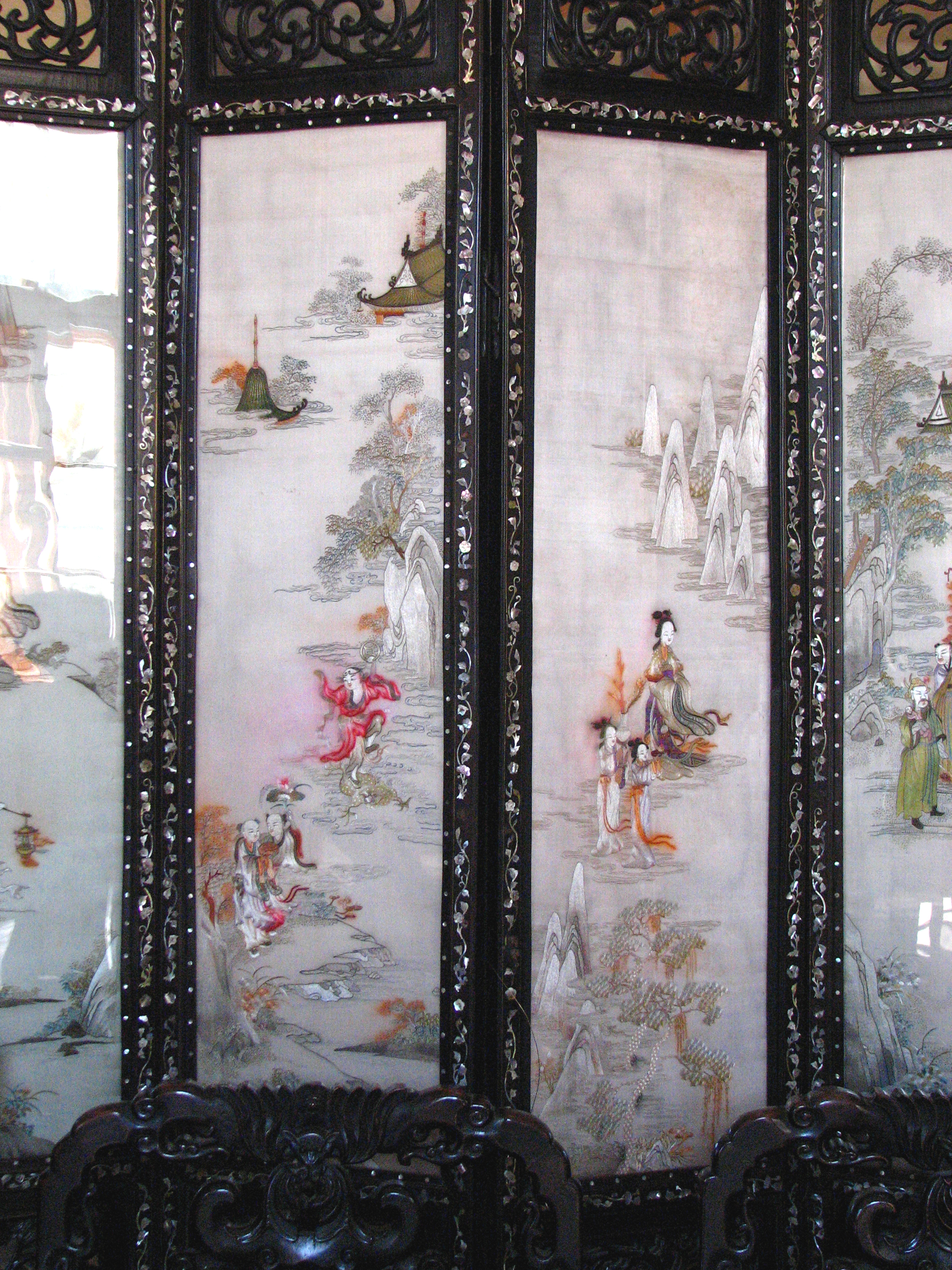
Parawan z hebanu i chińskiego jedwabiu z haftowanymi scenami z klasycznej literatury chińskiej, przechowywany w muzeum Kunstkamera w Sankt Petersburgu

Leizu (chiń. 嫘祖, Léizǔ), znana także jako Xi Lingshi (西陵氏) – według mitologii chińskiej żona Huang Di, wynalazczyni jedwabiu.
Według chińskiej legendy cesarzowa miała pewnego dnia, podczas spaceru po cesarskich ogrodach, zaobserwować jak larwa jedwabnika buduje swój kokon. Zaintrygowana, rozwinęła go i wykorzystała nić jako włókno, dając początek tkactwu.
O postaci Leizu wspominają już Księga gór i mórz oraz Zapiski historyka, jednak odkrycie produkcji jedwabiu przypisuje jej dopiero kronika Suishu, pochodząca z pierwszej połowy VII wieku. Wcześniejsza wersja mitu, o charakterze totemicznym, pochodząca z kręgu wczesnej kultury Ba w prowincji Syczuan i zanotowana około roku 350, za wynalazczynię jedwabiu uważa postać zwaną Koniogłową Dziewczyną (Matouniang). Według tej opowieści w dawnych czasach mieszkaniec jednego z krajów udał się w daleką podróż, zostawiając w domu córkę i konia. Tęskniąca za ojcem dziewczyna poprosiła konia, aby odnalazł go, w zamian obiecując, że wyjdzie za niego za mąż. Koń udał się w podróż i sprowadził ojca z powrotem, dziewczyna odmówiła jednak spełnienia przysięgi. Gdy ojciec dowiedział się o tej umowie, ustrzelił konia z łuku i zdarł z niego skórę, którą rozwiesił na podwórzu. Gdy ojciec się oddalił, córka bawiła się na podwórzu przy skórze zwierzęcia. Ta nagle uniosła się i owinęła dziewczynę, po czym oddaliła się z nią. Po kilku dniach znaleziono ich pomiędzy gałęziami wielkiego drzewa, gdzie końska skóra przemieniła się w kokon, a dziewczyna w gąsienicę. Drzewo to nazwano sang (morwą), gdyż słowo to oznaczało jednocześnie smutek. W Syczuanie występują także podobne bajki tłumaczące odkrycie jedwabiu, m.in. o władcy państwa Shu, Zanzongu, który wyszedł z gąsienicy jedwabnika.